# Berberis micrantha
Berberis micrantha är en berberisväxtart som först beskrevs av Joseph Dalton Hooker och Thoms., och fick sitt nu gällande namn av Ahrendt. Berberis micrantha ingår i släktet berberisar, och familjen berberisväxter. Inga underarter finns listade i Catalogue of Life.